# Synagoga v Castelo de Vide
Synagoga v Castelo de Vide je dobře zachovalá středověká synagoga u východní hranice Portugalska. Byla postavena na konci 14. století a nyní se zde nachází muzeum věnované místní historické židovské komunitě. Spolu se synagogou v Tomaru je jednou ze dvou existujících synagog v zemi, které existovaly už před vyhnáním Židů na konci 15. století.

## Historie
Synagoga Castelo de Vide byla postavena  koncem 14. století. Písemné dokumenty dokládají existenci židovské komunity a židovské čtvrti v Castelo de Vide ve 14. a 15. století. Ačkoli portugalský král Manuel I. nařídil v roce 1496 nucenou konverzi nebo vyhnání portugalských Židů, tzv. Marranos pokračovali v používání synagogy jako náboženské svatyně a školy až do poloviny 16. století.
Během následujících staletí měla synagoga různá využití, v 18. století byla přestavěna na soukromý dům. Budova byla obnovena a její svatostánek znovuobjeven v roce 1972. Dnes se zde nachází malé muzeum věnované historické židovské komunitě v Castelo de Vide.

## Architektura
Synagoga v Castelo de Vide je jednou ze dvou existujících zachovaných středověkých synagog v Portugalsku. Druhou je synagoga v Tomaru. Všechny ostatní existující portugalské synagogy byly postaveny až po skončení portugalské inkvizice v roce 1821.
Synagoga je malá dvoupatrová budova původně postavená na konci 14. století a postupem času upravovaná. Všechny dveře rámují kamenné oblouky. Nad jedněmi z nich v přízemí je umístěna mezuza obsahující část modlitby Šema Jisra'el.

Uvnitř budovy se nachází tesaná kamenná schrána na Tóru nebo svatostánek z 15. století (sefardskými komunitami označovaný jako hekhal), který byl znovuobjeven v roce 1972 při opravách vnějších zdí. Levý podstavec schrány je ozdoben sedmi koulemi symbolizujícími šest dní stvoření a jeden den odpočinku.

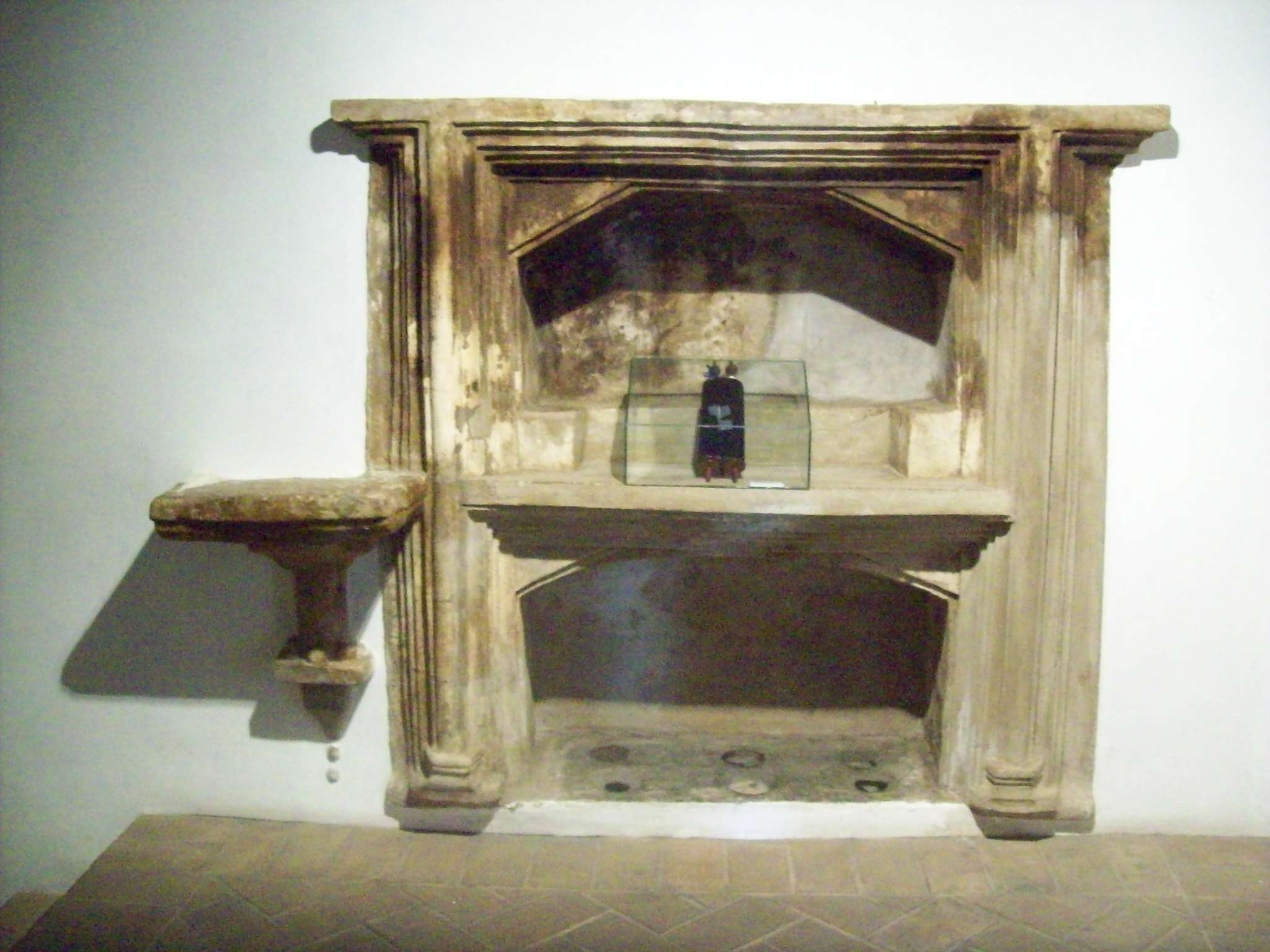
Archa na Tóru z 15. století